# 윤상학 (1887년)
윤상학(尹相鶴, 1887년 2월 ~ ?)은 일제강점기의 지방행정 관료이다.

## 생애
함경남도 함흥에서 출생하였으며 원적지는 충청남도 천안이다. 어릴 때는 한학을 공부하다가, 서울대학교 사범대학의 전신인 경성사범학교 속성과에 들어가 신학문을 배우고 1911년에 졸업하였다.
학교 졸업 후 보통문관시험에 합격하여 조선총독부 관리가 되었고, 경상남도의 창녕공립보통학교 훈도로 임명되어 교육인으로 이력을 시작하였다. 1914년에 함경남도 서기로 임용되어 관계로 전직했다.
함경남도 내무부에서 근무하던 중, 1922년에 총독부 군수로 발탁되었다. 함경남도 장진군을 시작으로 홍원군, 안변군, 덕원군, 북청군 군수를 차례로 역임했다.
북청군수로 재직 중이던 1935년에 총독부가 편찬한 《조선공로자명감》에는 조선인 공로자 353명 중 한 명으로 수록되어 있다. 일본 정부로부터 쇼와대례기념장을 받은 바 있고, 1936년을 기준으로 정6위 훈5등에 서위되어 있었다.
2008년 발표된 민족문제연구소의 친일인명사전 수록예정자 명단 중 관료 부문에 포함되었다.

## 참고자료
- 윤상학(尹相鶴) - 국사편찬위원회